# Vollmühle Tüddern
Die Vollmühle Tüddern ist eine ehemals am Rodebach gelegene Wassermühle mit einem unterschlächtigen Wasserrad in Selfkant, einer ländlichen Gemeinde im nordrhein-westfälischen Kreis Heinsberg.

## Geographie
Die Vollmühle Tüddern hat ihren Standort auf der rechten Bachseite in der Oligstraße 1–3 im Ortsteil Tüddern in der Gemeinde Selfkant. Das Gelände, auf dem das Mühlengebäude steht, hat eine Höhe von ca. 44 m über NN. Nachbarmühlen sind oberhalb die Wehrer Mühle sowie unterhalb die Kornmühle Tüddern.

## Gewässer
Der Rodebach versorgte bis in das letzte Jahrhundert vierzehn Mühlen mit Wasser. Der Bach beginnt an einem Rückhaltebecken in der Nähe von Siepenbusch in der Stadt Übach-Palenberg in einer Höhe von 105 m über NN. Bis zur Mündung in die Geleenbeek bei Oud-Roosteren in den Niederlanden hat der Rodebach eine Länge von 28,9 km. Die Mündungshöhe beträgt 29 m über NN. Die Pflege und Unterhaltung des Rodebachs und seiner Nebenbäche unterliegt den jeweiligen, anliegenden Städten und Gemeinden. → Siehe auch Rodebach

## Geschichte
Die erste schriftliche Erwähnung der Vollmühle ist aus dem Jahre 1608 bekannt. Hierin wird gestattet, an der Vollmühle eine „Holzschneidemull dabey zu hangen“. Die Sägemühle wurde gebaut und die erste jährliche Abgabe von drei Goldgulden war auf „Martini 1609 primus terminus“ fällig. Abgabequittungen aus den Jahren 1657, 1663 und 1717 belegen die Dauerhaftigkeit der Mühle.
Im 18. Jahrhundert wurde die Walk- und Sägemühle zunächst in eine Ölmühle  und schließlich 1878 in eine Getreidemühle verwandelt. In einer Baugenehmigung des gleichen Jahres wird über den Bau eines unterschlächtigen Wasserrades von 4,76 m Höhe und 0,85 m Breite berichtet. Im Jahre 1924 wurde das Wasserrad durch zwei hintereinander geschaltete Turbinen abgelöst. Zeitweise wurde die Mühle mit einem Elektromotor betrieben. Die Sägemühle stellte 1943 die Arbeit ein, die Getreidemühle arbeitete noch bis 1967.

## Galerie

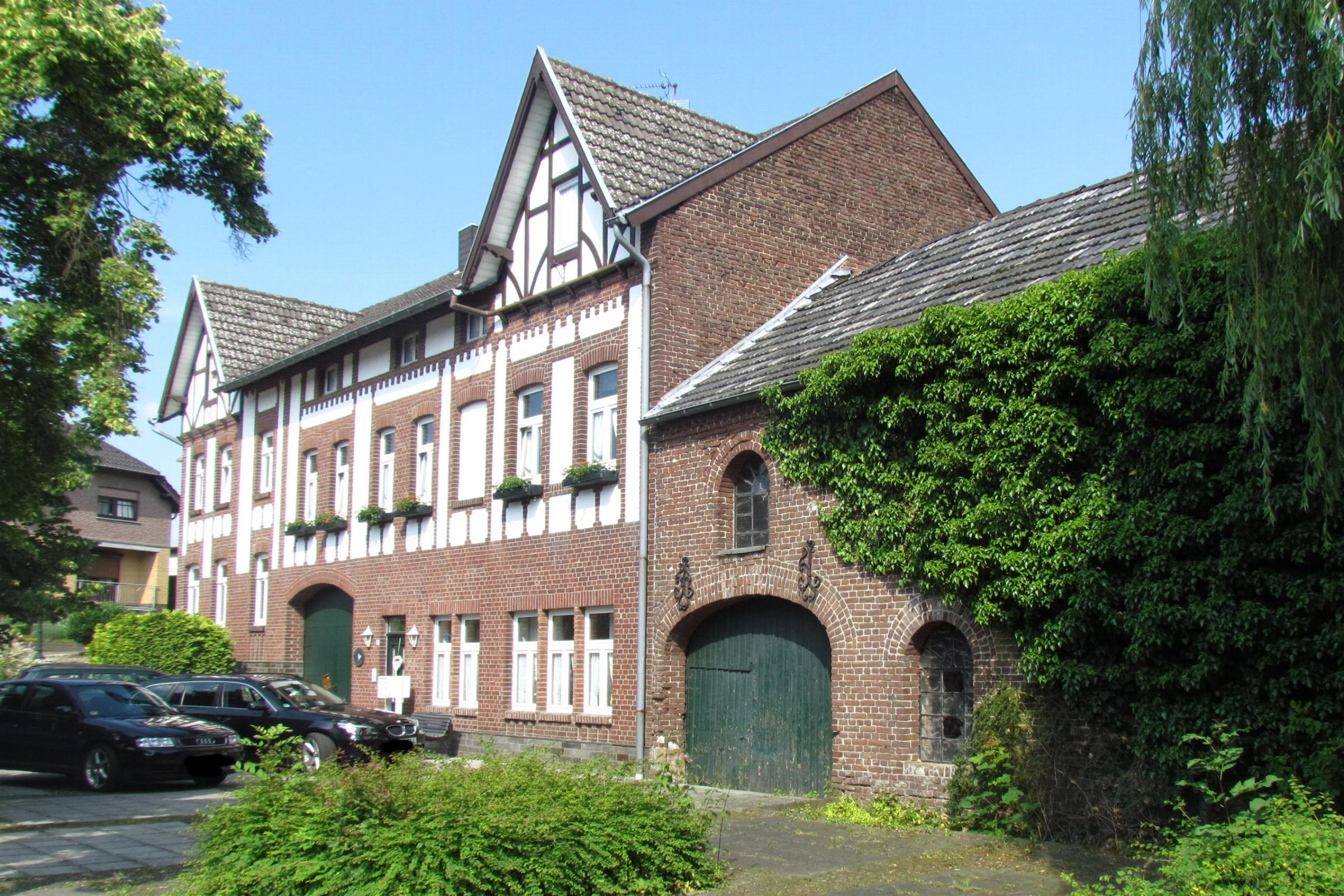
Wohn- und Wirtschaftsteil
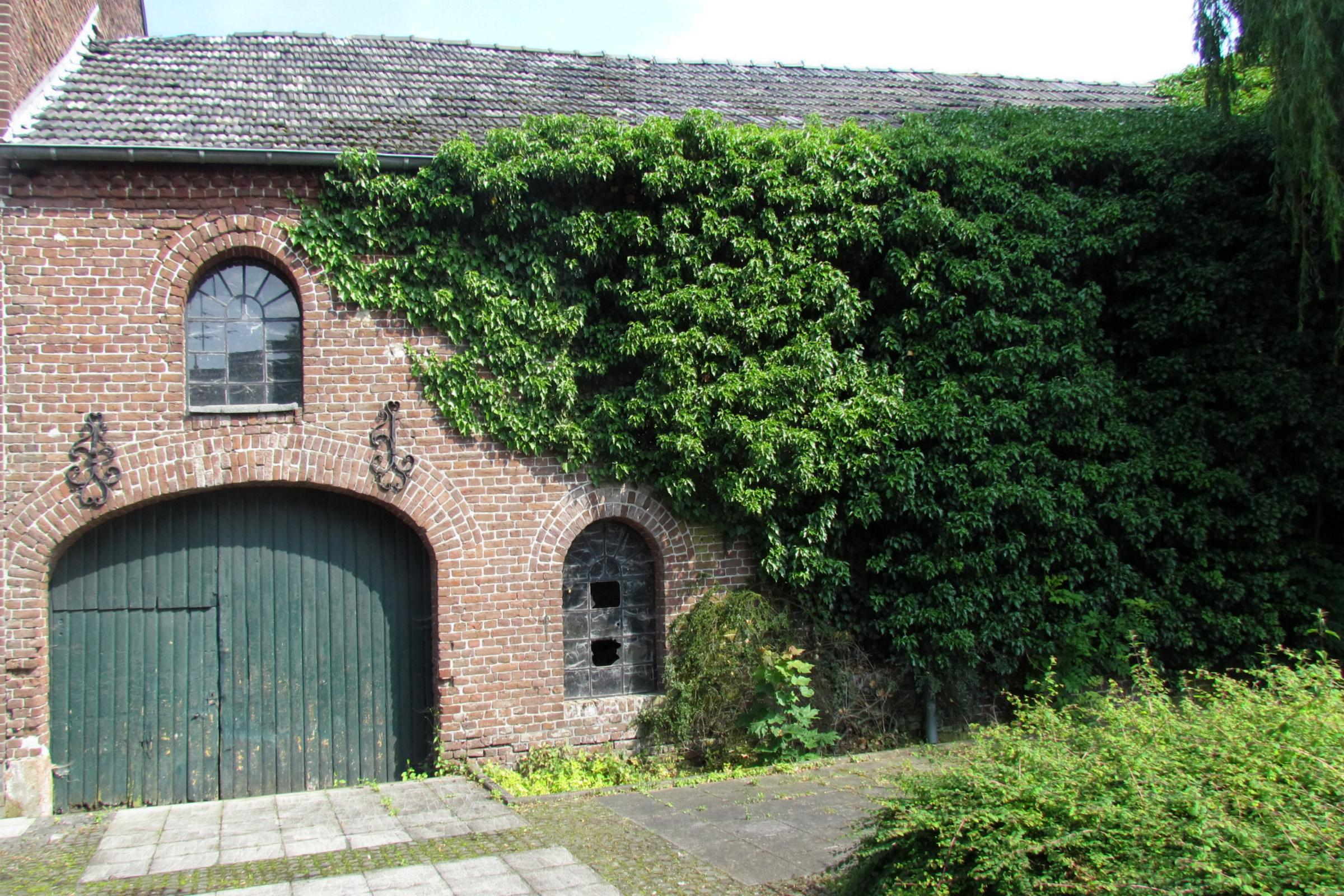
Wirtschafts- und Mühlengebäude
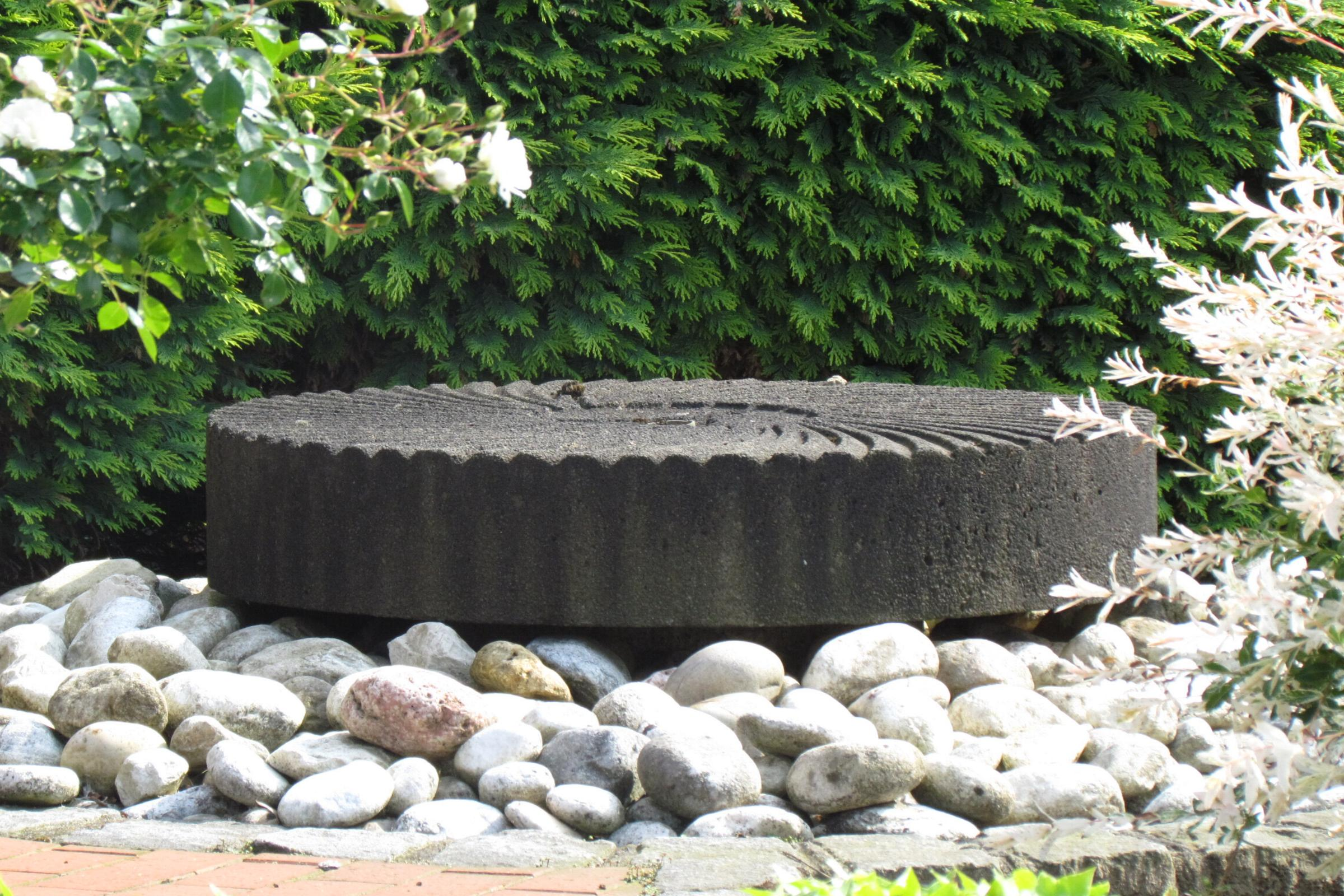
Mühlstein an der Vollmühle Tüddern
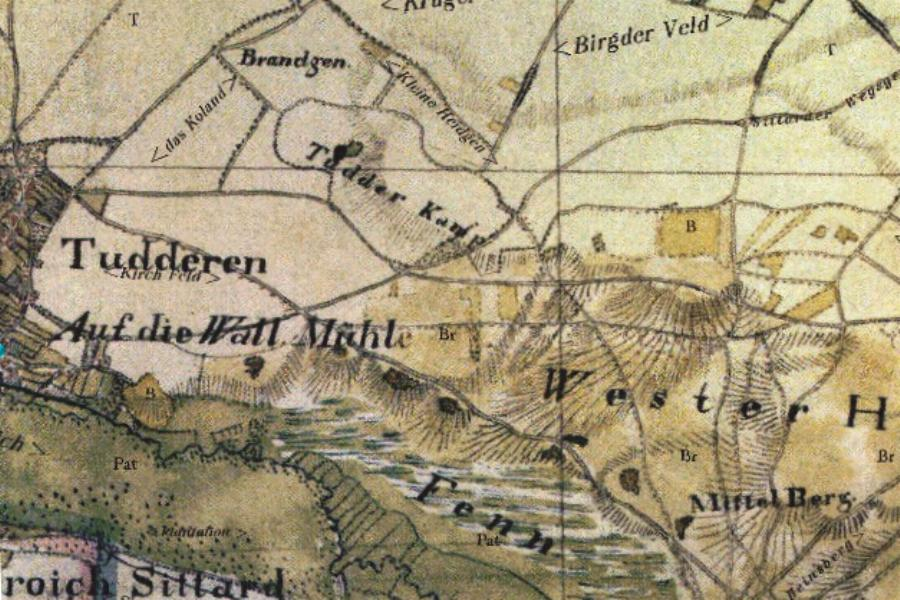
Tranchotkarte 1804/05